# Explosionsunglück von Gillespie
Das Explosionsunglück von Gillespie war die Explosion einer Munitionsfabrik in der Nachbarschaft Morgan in Sayreville, New Jersey, USA, bei der am 4. Oktober 1918 über 100 Menschen ums Leben kamen. Die Explosion erfolgte im Gebäude 6 1 1 und breitete sich kettenreaktionsartig durch das Werksgelände aus. 325 der 700 Gebäude der Anlage wurden zerstört.